# Malaxis sneidernii
Malaxis sneidernii är en orkidéart som först beskrevs av Leslie Andrew Garay, och fick sitt nu gällande namn av Pedro Ortiz Valdivieso. Malaxis sneidernii ingår i släktet knottblomstersläktet, och familjen orkidéer.
Artens utbredningsområde är Colombia. Inga underarter finns listade i Catalogue of Life.